# الكلتاوية
الكلتاوية هي الهضبة المرتفعة المطلة على باب الحديد أحد أهم أحياء مدينة حلب في سورية. وهذا الباب يقود إلى حي البياضة وحي المستدامية وكل منهما يؤدي إلى قلعة حلب وقلب المدينة القديمة (حلب القديمة)، والكلتاوية هي الهضبة التي تعلو القبو الأثري المعروف بقبو النجارين هي منطقة صغيرة في محافظة حلب في سورية وتقع في قلب المدينة القديمة.

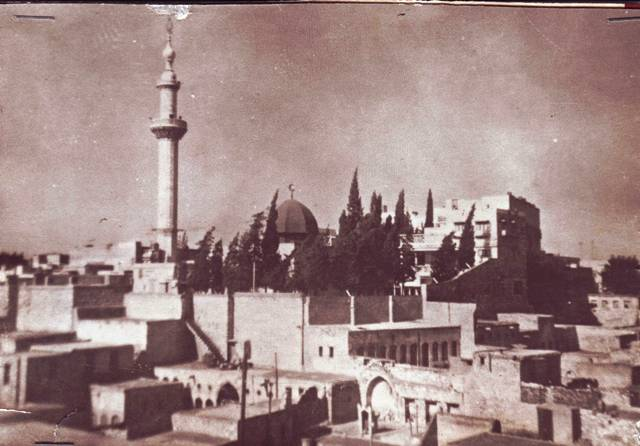
صورة قديمة لحي الكلتاوية و على يمين الصورة مسجد جامع الكلتوية

## لمحة تاريخية
سمي الحي بهذا الاسم لمجاورته للمدرسة الكلتاوية التي أنشأها في حلب الأمير (طقتمر الكلتاوي) المتوفى سنة 787هـ ومكان المدرسة مرتفع يطل على كثير من منازل حلب الشمالية شرقاً وغرباً. يقول الشيخ كامل الغزي في كتابه (نهر الذهب في تاريخ حلب ج2ص391): المدرسة الكلتاوية قرب باب القناة (ويسمى اليوم باب الحديد) على نَشَزٍ من الأرض عن يسرة الداخل إلى المدينة بناها الأمير طقتمر الكلتاوي المتوفى سنة 787هـ وهو مدفون فيها وبنى إلى جانبها داراً كبيرة واسعة مرخمة تحتها اصطبلات واسعة ظاهرها حوانيت ووقف الجميع وأوقافاً كثيرة على المدرسة منها معصرة خارج بانقوسا، وشرط أن يكون مدرِّسُها وطلبتها على المذهب الحنفي. الحال التي آلت إليه في أوائل القرن الرابع عشر الهجري يقول الشيخ كامل الغزي في كتابه (نهر الذهب في تاريخ حلب ج2ص391): وهذه المدرسة قد تغيرت رسومها وانطمست معالمها ولم يبق منها في هذه الأيام (والغزي توفي سنة 1351هـ) سوى ساحة محاطة بأربع جدران يبلغ طولها 50 ذراعاً في عرض 30 وفي جنوبها قبلية صغيرة تقام فيها الجهرية، ودار الواقف داثرة لا عين لها ولا أثر، ويوجد في جانبها مقبرة للمحلة وعدة دور حقيرة لها ملّاك معلومون. 

## الكلتاوية الحديثة
كان في قمة هضبة الكلتاوية مسجد صغير منعزل وتقع خلفه مقبرة مهجورة وهناك درب ضيق يمتد من أسفل الهضبة إلى أعلاها وهو درب لا يتسع لمرور العربات لضيقه ولوجود درج فيه، 
هذا المسجد الصغير ليختلي فيه لعبادة الله سبحانه واختاره لأنه مسجد ناء لا يطمح أحد في الإقامة فيه فهو قديم جداً ومنعزل، وليس فيه سوى مكان صغير للصلاة لا يتسع إلا للقليل من المصلين، وليس فيه مئذنة وله باب قديم تقود إليه عدة درجات خارجية، فإذا وصلت إلى الباب كان من الضروري صعود بقية الدرجات الحجرية الكبيرة التي تقود إلى ساحة المسجد، وتطل نوافذ المسجد الأمامية على المقبرة التي تقع خارج أسوار المسجد من الجهة الجنوبية وتقوم المقبرة على مغارات وكهوف قديمة.
قرر الشيخ محمد بن أحمد النبهان الحلبي بناء المدرسة الكلتاوية الجديدة لكي تكون منارة علمية ومَعْلَمة ثقافية. وافتتحت المدرسة النبهانية (دار نهضة العلوم الشرعية) في حلب عام 1964 م بعد تأسيس جمعية النهضة الإسلامية للأعمال الاجتماعية والخيرية والتي كان الشيخ النبهان يشرف على أعمالها ونشاطها. وتقع المدرسة في الكلتاوية، ويقوم بالتدريس في المدرسة أساتذة مؤهلون وقد قام بادارتها الشيخ عبد الرحمن حوت ثم الشيخ أديب حسون ثم الشيخ محمد لطفي وتعاقب على إدارتها عدد من المديرين منهم الشيخ منير الحداد والأستاذ أحمد المهدي الخضر والشيخ علاء الدين علايا والشيخ محمد رشواني ويديرها حالياً الشيخ محمود ناصر الحوت (اقتباس من كتاب الشيخ محمد النبهان لـ د.محمد فاروق النبهان).
اكتملت الكلتاوية التي أصبحت تضم الكلتاوية القديمة وهضبة الكلتاوية والدور السكنية المجاورة ومئذنة عالية وهناك فناء أمامي يضم المدخل الرئيسي الذي أصبح واسعاً وأزيل المدخل الحجري القديم ويضم الفناء الأمامي غرفة الشيخ وغرفة للضيوف وتطل غرفة الشيخ -التي دفن فيها فيما بعد- على الساحة الخلفية الجانبية المتصلة بالساحة الخلفية الجنوبية التي بنيت فيها الأبنية التي أصبحت فيما بعد مدرسة النهضة. تم تأميم الدولة للجمعية سنة 1984م.

## وصلات خارجية
موقع أحباب الكلتاوية